# Wendy Carlos
Wendy Carlos (születési nevén Walter Carlos, 1939. november 14., Pawtucket, Rhode Island) amerikai zenész és zeneszerző, aki leginkább az elektronikus zene műfajában nyújtott teljesítményéről és filmzenéiről ismert.
Hírnevét az 1968-as Switched-On Bach című albumával érte el, melyen Johann Sebastian Bach dalait játszotta el Moog-szintetizátorral. Ez az album terjesztette el széles körben a hangszert, Carlos pedig három Grammy-díjat is nyert vele.
1979-ben felfedte, hogy 1968 óta nőként él, 1972-ben pedig műtéten is átesett.

## Élete
A Rhode Island-i Pawtucket-ben született, munkásosztály-beli szülők gyerekeként. Anyja zongorázott és énekelt, míg nagybácsija harsonán játszott, egy másik nagybácsija pedig trombitált és dobolt. Hat éves korában kezdett zongorázni tanulni, és 10 éves korában szerezte első szerzeményét. A St. Raphael Academy tanulója volt, oda járt középiskolába. Tizennégy éves korában megnyert egy tehetségkutató versenyt. 1958-tól 1962-ig a Brown University tanulója volt, itt érettségizett. Ebben az időszakban már tanított is, elektronikus zene témájú órákat adott. Első lemeze 1969-ben aranylemez minősítést ért el, 1986-ban pedig platinalemez lett.
2020-ban megjelent az életrajza könyv formájában, Amanda Sewell által. Habár a szerző nem tudott interjút készíteni vele vagy valamelyik hozzátartozójával, a kritikusok pozitívan fogadták a könyvet. Saját weboldalán Carlos úgy írta le a művet, mint egy "kitalációt", amely más színben tünteti fel az életét és a halott szüleit is.

## Diszkográfia
- Switched-On Bach (1968)
- The Well-Tempered Synthesizer (1969)
- Sonic Seasonings (1972)
- Walter Carlos's Clockwork Orange (filmzene, 1972; 2000-ben újból kiadták A Clockwork Orange: Wendy Carlos's Complete Original Score címen)
- Switched-On Bach II (1973)
- By Request (1975)
- Switched-On Brandenburgs (1980)
- Digital Moonscapes (1984)
- Beauty in the Beast (1986)
- Secrets of Synthesis (1987)
- Peter & the Wolf (“Weird Al” Yankovickal, 1988)
- Switched-On Bach 2000 (1992)
- Tales of Heaven and Hell (1998)